# Ergisch
Ergisch (Argisse en français) est une commune suisse du canton du Valais, située dans le district de Loèche.

## Géographie
Ergisch est situé à 1 090 m au-dessus de la rive gauche du Rhône, à l'entrée du val de Tourtemagne.
Le territoire d'Ergisch s'étend sur 30,13 km2. Lors du relevé de 2013-2018, les surfaces d'habitations et d'infrastructures représentaient 1,0 % de sa superficie, les surfaces agricoles 21,1 %, les surfaces boisées 40,0 % et les surfaces improductives 37,9 %.
|         | Turtmann-Unterems |                         |
| Oberems | Ergisch           | Eischoll Unterbäch Embd |
|         | Turtmann-Unterems | Saint-Nicolas           |

## Toponymie
Mons de Argessa en 1203, Argissa entre 1100 et 1400, Orgissa en 1279.

## Histoire
La première mention de la commune date de 1355 et les plus anciens statuts (Bauernzunft) de 1497. Aux XVe siècle av. J.-C. et XVIe siècle, la commune rachète diverses dîmes. La localité brûle probablement vers 1600. Ergisch fait partie jusqu'en 1663 de la paroisse de Loèche, puis de celle de Tourtemagne. Le rectorat, établi en 1798, est érigé en paroisse en 1861 et l'église du Saint-Esprit, dont l'intérieur est restauré en 1964, édifiée dans un style néoroman en 1890. Vers 1900, des habitants d'Ergisch émigrent aux États-Unis et en Amérique du Sud. À l'économie alpestre traditionnelle succède dans les années 1960, comme principale source de revenus, le travail en usine dans la vallée du Rhône (Steg, Chippis, Viège), complété par une agriculture extensive (élevage des moutons), puis plus tard le tourisme, qui joue un rôle grandissant (env. 22 500 nuitées en 2001 avec Obermatten et la vallée de Tourtemagne). Le téléphérique vers la vallée du Rhône est construit en 1953 et supprimé en 1981, et la route est ouverte en 1962.

## Démographie

### Évolution de la population
Ergisch compte 179 habitants au 31 décembre 2022 pour une densité de population de 6 hab/km2. Sur la période 2010-2019, sa population a diminué de −4,8 % (canton : 10,5 % ; Suisse : 9,4 %).  

### Pyramide des âges
En 2020, le taux de personnes de moins de 30 ans s'élève à 24,9 %, au-dessous de la valeur cantonale (31,7 %). Le taux de personnes de plus de 60 ans est quant à lui de 38,9 %, alors qu'il est de 26,6 % au niveau cantonal.
La même année, la commune compte 97 hommes pour 80 femmes, soit un taux de 54,8 % d'hommes, supérieur à celui du canton (49,6 %).
| Hommes | Classe d’âge | Femmes |
| ------ | ------------ | ------ |
| 1,0    | 90 ans ou +  | 0,0    |
| 13,4   | 75 à 89 ans  | 12,5   |
| 25,8   | 60 à 74 ans  | 25,0   |
| 23,7   | 45 à 59 ans  | 28,8   |
| 11,3   | 30 à 44 ans  | 8,8    |
| 13,4   | 15 à 29 ans  | 17,5   |
| 11,3   | - de 14 ans  | 7,5    |

| Hommes | Classe d’âge | Femmes |
| ------ | ------------ | ------ |
| 0,5    | 90 ans ou +  | 1,2    |
| 7,5    | 75 à 89 ans  | 9,4    |
| 16,8   | 60 à 74 ans  | 17,7   |
| 22,2   | 45 à 59 ans  | 21,7   |
| 20,3   | 30 à 44 ans  | 19,4   |
| 17,7   | 15 à 29 ans  | 16,6   |
| 14,9   | - de 14 ans  | 14,1   |